# Haimbachia mlanjella
Haimbachia mlanjella é uma espécie de mariposa pertencente à família Crambidae. Foi descrita pela primeira vez por Bleszynski em 1961. Pode-se encontrar no Malawi.